# Ballymakeery
Ballymakeery (iriska: Baile Mhic Íre) är en ort i republiken Irland.   Den ligger i grevskapet County Cork och provinsen Munster, i den sydvästra delen av landet, 250 km sydväst om huvudstaden Dublin. Ballymakeery ligger 130 meter över havet och antalet invånare är 425.
Terrängen runt Ballymakeery är platt åt sydost, men åt nordväst är den kuperad.Runt Ballymakeery är det glesbefolkat, med 17 invånare per kvadratkilometer. Närmaste större samhälle är Macroom, 13,1 km öster om Ballymakeery. Trakten runt Ballymakeery består i huvudsak av gräsmarker.